# Atheta giguereae

Atheta giguereae  (лат.) — вид коротконадкрылых жуков из подсемейства Aleocharinae. Канада.

## Распространение
Встречается в провинциях Онтарио и Нью-Брансуик (Канада).

## Описание
Мелкие коротконадкрылые жуки, длина тела 2,7 мм. Основная окраска тёмно-коричневая. Большинство взрослых особей были собраны на болотах около зрелых и старовозрастных лиственных и смешанных лесах (с белым кедром и белой сосной), а также во мху и опавших листьях возле рек и ручьев. Взрослые были собраны с апреля до середины августа. Сходен с видом Atheta terranovae Klimaszewski & Langor. Вид был впервые описан в 2016 году канадскими энтомологами Яном Климашевским (Jan Klimaszewski; Laurentian Forestry Centre, Онтарио, Канада) и Реджинальдом Вебстером (Reginald P. Webster). Видовое название дано в честь Marie-Andrée Giguère, жены Реджинальда Вебстера, которая многие годы помогала и ассистировала ему в экспедициях, и чья поддержка позволила сделать возможным много новых открытий в Нью-Брансуике.